# Zaphanera publicus
Zaphanera publicus là một loài côn trùng cánh nửa trong họ Aleyrodidae, phân họ Aleyrodinae.
Zaphanera publicus được Singh miêu tả khoa học đầu tiên năm 1938.